# Lamprosema lophotalis
Lamprosema lophotalis là một loài bướm đêm trong họ Crambidae.